# Portland Trail Blazers 1984-1985
La stagione 1984-85 dei Portland Trail Blazers fu la 15ª nella NBA per la franchigia.
I Portland Trail Blazers arrivarono secondi nella Pacific Division della Western Conference con un record di 42-40. Nei play-off vinsero il primo turno con i Dallas Mavericks (3-1), perdendo poi la semifinale di conference con i Los Angeles Lakers (4-1).

## Roster
| N° | Naz.                   | Ruolo | Sportivo          | Anno | Alt. | Peso |
| -- | ---------------------- | ----- | ----------------- | ---- | ---- | ---- |
| 4  | Stati Uniti (bandiera) | GA    | Jim Paxson        | 1957 | 198  | 91   |
| 14 | Stati Uniti (bandiera) | G     | Darnell Valentine | 1959 | 185  | 83   |
| 20 | Stati Uniti (bandiera) | G     | Steve Colter      | 1962 | 191  | 75   |
| 22 | Stati Uniti (bandiera) | GA    | Clyde Drexler     | 1962 | 201  | 95   |
| 24 | Stati Uniti (bandiera) | C     | Audie Norris      | 1960 | 206  | 104  |
| 25 | Stati Uniti (bandiera) | A     | Jerome Kersey     | 1962 | 201  | 98   |
| 31 | Stati Uniti (bandiera) | A     | Sam Bowie         | 1961 | 216  | 107  |
| 33 | Stati Uniti (bandiera) | GA    | Bernard Thompson  | 1962 | 198  | 95   |
| 34 | Stati Uniti (bandiera) | A     | Kenny Carr        | 1955 | 201  | 100  |
| 43 | Bahamas (bandiera)     | AC    | Mychal Thompson   | 1955 | 208  | 103  |
| 50 | Stati Uniti (bandiera) | C     | Tom Scheffler     | 1954 | 211  | 109  |
| 55 | Stati Uniti (bandiera) | A     | Kiki Vandeweghe   | 1958 | 203  | 100  |

## Staff tecnico
- Allenatore: Jack Ramsay
- Vice-allenatori: Rick Adelman, Bucky Buckwalter